# Довженки
Довженки (укр. Довженки) — село в Доманёвском районе Николаевской области Украины.
Население по переписи 2001 года составляло 96 человек. Почтовый индекс — 56425. Телефонный код — 51-52. Занимает площадь 0,467 км².

## Местный совет
56425, Николаевская обл., Доманёвский р-н, с. Мариновка, ул. Советская, 20